# Martina Saková

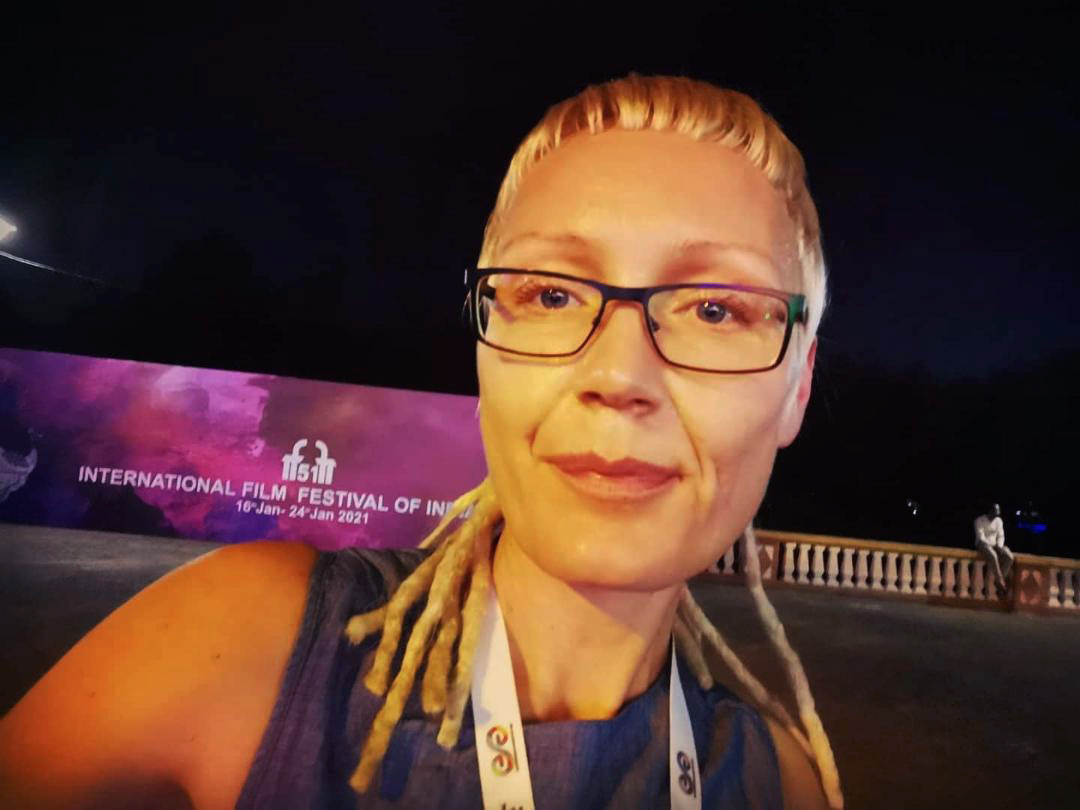
Martina Saková auf dem IFF Goa (2021)

Martina Saková, auch Martina Sakova, (* 1976 in Bratislava) ist eine deutsch-slowakische Filmregisseurin und Produzentin.

## Leben
Martina Sakova wurde in Bratislava in der ehemaligen Tschechoslowakei geboren und lebt seit 2003 in Berlin. Sie studierte in Bratislava Architektur und Filmregie an der Filmakademie in Bratislava und mit einem Stipendium des Deutschen Akademischen Austauschdienstes an der Filmuniversität Babelsberg und der Universität der Künste Berlin. Im Jahr 2007 gründete sie die Filmproduktion Projector23 in Berlin. Sie führte Regie bei animierten Kurzfilmen und Dokumentarfilmen für osteuropäische Radio- und Fernsehsender, das öffentlich-rechtliches Fernsehen Tschechiens Česká televize, HBO Europe sowie bei Imagefilmen für deutscheNichtregierungsorganisationen.
Ihr Spielfilmdebüt, der Familienfilm Sommer-Rebellen, wurde in den Kinos in Deutschland, der Slowakei, Tschechien und Österreich gezeigt und lief im Wettbewerb auf über 30 Filmfestivals weltweit, u. a. in São Paulo, Giffoni, Zlin, Black Nights Tallinn, Cinekid, Goa, Busan und Thessaloniki. Sommer-Rebellen wurde für den deutschen Filmpreis 2021 in der Kategorie Kinderfilm vorausgewählt und gewann 2021 den Preis der deutschen Filmkritik in der Kategorie „Bester Kinderfilm“.

## Filmografie
- 2012: Heavy Mental (Animationsfilm, DE/SK)
- 2013: Little Hanoi (Dokumentarfilm, DE/CZ/SK)
- 2014: Susedia (Dokumentarfilm, SK/CZ)
- 2018: Operation Neptun (Experimentalfilm, CZ/DE)
- 2020: Sommer-Rebellen (Kinospielfilm, DE/SK)